# Comienzo del desconfinamiento
El comienzo del desconfinamiento se refiere al comienzo de la creación de estados desconfinados de la materia, constituida expresamente por quarks y gluones, producida en colisiones núcleo-núcleo con un aumento progresivo de la energía de colisión (un plasma de quarks-gluones).
El comienzo del desconfinamiento fue predicho por Marek Gazdzicki y Mark I. Gorenstein quienes afirmaban que se localizaría en el rango de baja energía del Super Proton Synchrotron (SPS) en el Organización Europea para la Investigación Nuclear (CERN). Estas predicciones han sido confirmadas por el experimento NA49 en el SPS del CERN dentro del programa de exploración de energía. La predicción más popular es el "cuerno" (apodada el "cuerno de materia extraña") en la proporción de multiplicidades medias de kaones y piones cargados positivamente observados en las colisiones de dos núcleos de plomo a baja energía en el SPS. El cuerno no ha sido observado en interacciones protón-protón.